# Israel Boatwright
Israel Ramón Boatwright de la Cruz (* 2. Juni 2005 in Grand Rapids, Michigan) ist ein dominikanisch-US-amerikanischer Fußballspieler.

## Karriere

### Verein
Nachdem er in der Jugend beim Springs Soccer Club gespielt hatte, ging Boatwright 2019 in die Akademie von Inter Miami über. Im März 2023 wechselte er fest in den Kader von Inter Miami II, wo er bei einem 1:0-Sieg über den FC Cincinnati 2 am 23. April 2022 zu seinem Debüt in der MLS Next Pro kam, als er in der 64. Minute für Logan Batiste eingewechselt wurde. In der Saison 2023 debütierte er in der MLS, als er am 25. Juni 2023 bei einer 1:4-Niederlage gegen Philadelphia Union in der 77. Minute für Ian Fray eingewechselt wurde.

### Nationalmannschaft
Mit der dominikanischen U20 nahm Boatwright an der CONCACAF Meisterschaft 2022 teil, bei der sein Team im Finale mit 0:6 den USA unterlag. Er selbst kam im Halbfinale wie auch im Finale nicht zum Einsatz. 
Boatwright spielte auch bei der U20-Weltmeisterschaft 2023, bei der er mit seiner Mannschaft nach der Gruppenphase ausschied. 
Für die U23 gab er im Oktober 2023 sein Debüt.